# Louis Fraser
Louis Fraser (1819/20–1866?) va ser un zoòleg i col·leccionista britànic. En els seus inicis, Fraser va ser guia del museu de la Societat Zoològica de Londres.
Poc és el que es coneix dels seus primers anys de vida. Va néixer el 1819 o 1820 i es va casar amb Mary Ann Harrison el 17 de febrer de 1844. Un fill seu, Oscar L. Fraser, va treballar d'assistent al Museu Indi de Calcuta als voltants de 1888. Louis Fraser va treballar durant 14 anys al Museu de la Societat Zoològica de Londres, on va col·laborar amb l'anatomista Richard Owen en estudis sobre l'Emú i el Nyandú. Va participar en l'Expedició al riu Níger de 1841 com a científic de la African Civilization Society, amb Allen i Thomson. Es va quedar a Fernando Po on va recollir mostres. Al seu retorn es va convertir en l'encarregat de la col·lecció de Lord Derby al Knowsley Hall. El 1846 va ser enviat per Lord Derby al nord d'Àfrica, i el 1848 es va convertir en conservador a Knowsley. Va escriure l'obra Zoologica Typica, or figures of the new and rare animals and birds in the collection of the Societat Zoològica de Londres, un llibre de grans dimensions profusament il·lustrat, que va ser publicat el 1849. En el seu llibre descriu un gran nombre d'espècies noves d'ocells. El 1850, Fraser va ser anomenat Cònsol de Quidah, Dahomey (actualment Benín), a l'oest d'Àfrica. Entre 1857 i 1859, va recollir ocells i mamífers a l'Equador per encàrrec de Philip Lutley Sclater de la Societat Zoològica de Londres, i deu anys després a Califòrnia. Al seu retorn a Londres, va obrir una botiga a Regent Street, en la qual venia ocells exòtics. Va passar els últims anys de la seva vida a Amèrica.
Fraser va escriure Catalogue of the Knowsley Collections (1850) on descrivia diverses espècies, inclosa la Cotorra de Derby. S'han nomenat una sèrie d'espècies en honor seu, entre les que es troben el Duc de Guinea, Myiothlypis fraseri (Basileuterus fraseri) i la Musaranya de Fernando Po (Crocidura poensis).